# Čajo
Čajo je u hrvatskoj svadbenoj tradiciji voditelj svatovskog protokola. Čaje tipično imaju ulogu zabavljača, vodiča i organizatora svadbe, a biraju se na momačkoj večeri. Nekoć je u povijesti uloga čaje bila zabranjena po nalogu crkve ili nadležne vlasti.
U šokačkoj tradiciji čajo se tipično birao iz rodbine.

## Oprema
Čajina oprema jest:
- Čajina čuturica – okičena šokačkim peškirom
- Čajina kapa – okičena dukatima, fazanovim i paunovim perjem
- Čajina sjekirica – okičena manjim peškirom ili krpenom salvetom
- Čajina torba – tipično sadržava hranu i piće, koje čajo nudi gostima

- Čajina čuturica
- Čajina kapa
- Čajina sjekirica
- Čajina torba